# Indigofera dosua
Indigofera dosua là một loài thực vật có hoa trong họ Đậu. Loài này được D.Don miêu tả khoa học đầu tiên.